# Pilea gomeziana
Pilea gomeziana är en nässelväxtart som beskrevs av Burger. Pilea gomeziana ingår i släktet pileor, och familjen nässelväxter. Inga underarter finns listade i Catalogue of Life.